# Územní prelatura Trondheim
Územní prelatura Trondheim (latinsky Praelatura Territorialis Trudensis) je římskokatolická Územní prelatura v Norsku, bezprostředně podřízená Sv. Stolci. V Trondheimu se nachází katolická katedrála sv. Olafa. Územní prelát je členem Skandinávské biskupské konference. Současným trondheimským územním prelátem je Erik Varden, O.C.S.O..

## Stručná historie
Středověká arcidiecéze Nidaros zanikla v roce 1537. V roce 1931 vznikla Misie sui iuris ve středním Norsku, roku 1944 byla povýšena na apoštolskou prefekturu a roku 1953 na apoštolský vikariát. V roce 1979 se stala územní prelaturou.